# Niederkirchen bei Deidesheim
Niederkirchen bei Deidesheim település Németországban, Rajna-vidék-Pfalz tartományban. Lakosainak száma 2371 fő (2023. december 31.).

## Népesség
A település népességének változása:
| Lakosok száma | 1839 | 2355 | 2388 | 2340 | 2346 | 2371 |
|               | 1975 | 2017 | 2019 | 2021 | 2022 | 2023 |